# 石川豊雅
石川 豊雅（いしかわ とよまさ、明和元年〈1764年〉 - 天明元年〈1781年〉）とは、江戸時代中期の浮世絵師。

## 来歴
石川豊信の門人。姓が石川で名前に豊の字が使用されているので、豊信の早世した子であろうとされる。一説には豊信の五男石川雅望の幼名ともいわれる。作画期は明和（1764年 - 1772年）から安永（1772年 - 1781年）にかけてで、主に紅摺絵及び錦絵を描いた。代表作としては子供を主題にした中判紅摺絵「風流十二月」のシリーズが挙げられる。他に中判錦絵「風流子ども遊び」、「見立三福神」などが知られている。享年18。